# Lešanjščica
Lešanjščica, tudi Lesanjščica, je potok, ki izvira v okolici naselja Zadnja vas na Gorenjskem, zahodno od vasi Leše, po kateri je dobil ime. Potok ima dva stalna pritoka, Hudi graben in Strašnik. V bližini vasi Peračica se kot levi pritok se izliva v potok Peračica, ta pa se naprej kot levi pritok izliva v Savo.